# Leonid Stadnyk
Leonid Stépanovytch Stadnyk (en ukrainien : Леонід Степанович Стадник), né le 5 août 1970 à Podoliantsi (uk) dans l'oblast de Jytomyr en Ukraine et mort le 24 août 2014 à Podoliantsi, a eu le statut d'homme le plus grand du monde de 2005 à 2008. Le Livre Guinness des records 2008 le crédite d'une taille de 2,57 m (8′ 5″).

## Biographie
Léonid a commencé à grandir de façon anormale à l'âge de 12 ans, des suites d'une opération chirurgicale au cerveau, qui aurait stimulé la production d'une hormone de croissance.
Vétérinaire et chirurgien diplômé, il vit avec sa mère dans son village natal en Ukraine. Il dort dans deux lits « King », collés l'un à l'autre. 
Celui-ci[Qui ?] prétend qu'il mesurait 2,54 m (8′ 4″) et pesait 200 kg (440 lb) en avril 2004. Il cesse de grandir en 2005. Stadnyk dit aussi avoir la plus grande longueur de jambes et les plus grandes mains ; elles feraient 31 cm de longueur. 
Il a remplacé au Guiness des Records Bao Xishun, natif de Mongolie-Intérieure (Chine), qui mesure 2,36 m (7′ 9″), de 2005 à 2008, jusqu'à ce qu'il refuse de se prêter aux exigences de prises de mesures du Guinness, empêchant ainsi l'homologation de son record.